# Ernest Altès
Pour les articles homonymes, voir Altès.
Ernest Altès, né le 28 mars 1830 à Paris et mort le 2 juillet 1899 à Saint-Dyé-sur-Loire, est un violoniste et chef d’orchestre français.

## Biographie
Fils de soldat et élevé au régiment, avec son frère cadet, le flutiste Henri Altès, leur père ont appris aux deux garçons à jouer du violon et du fifre dès leur plus jeune âge. Dans sa douzième année, il avait écrit un air avec des variations pour violon et piano qui, montré à François-Antoine Habeneck, lui a valu son entrée au Conservatoire de Paris.
Entré dans la classe de violon de Habeneck, en 1843, il a obtenu, deux ans plus tard, un deuxième accessit pour violon. Au concours de 1847, il a obtenu, avec Léon Reynier, le deuxième prix et, l’année suivante le premier prix. En 1849, il a obtenu un deuxième prix d’harmonie sous François Bazin, après quoi il a passé quelque temps à étudier la composition avancée avec Michele Carafa.
À partir de 1845, il a joué dans l’orchestre de l’Opéra et, en 1846, il a été admis à l’orchestre des Concerts du Conservatoire. En 1871, il a été nommé chef adjoint à l’Opéra à la place d’Édouard Deldevez, qui venait de quitter son poste après douze ans de travail. George Hainl était à cette époque chef d’orchestre de l’Opéra, mais à sa mort en 1873, Deldevez, qui l’année précédente avait remplacé Hainl comme chef d’orchestre au Conservatoire, fut rappelé.
En 1877, Deldevez a été remplacé à l’opéra par Charles Lamoureux qui, ne pouvant s’entendre avec le nouveau directeur, Auguste Vaucorbeil, s’est retiré à la fin de 1879. Altès, qui était toujours sous-chef d’orchestre, a alors été nommé chef d’orchestre et abandonné presque aussitôt son poste à la Société des Concerts, qu’il occupait depuis 1877.
Entré à l’Académie nationale de musique, il a succédé au premier pupitre, à Habeneck, remplissant ce poste délicat pendant 40 ans. Comme il n’avait pas la précision de son prédécesseur, les musiciens avaient pour habitude de dire, entre haut et bas, quand il dirigeait : « Tiens, le père Altès va remuer ses confitures. »
Le 1er juillet 1887, ayant été mis contre son gré sur la liste des retraités, il a été assez brutalement démis de ses fonctions par les directeurs de l’Opéra, et remplacé par Auguste Vianesi, encore plus inexpérimenté. Un soir, le vieux musicien étant allé voir comment opérait son successeur, en sortant, dit à un groupe d’amis : « C’est pas des confitures, c’est de la mélasse. »
Officier d’Académie depuis février 1874, il avait été élevé au rang de chevalier de la Légion d’honneur, le 18 janvier 1881. Il était vice président de la Société des compositeurs de musique.
Ses principales compositions sont une sonate pour piano et violon, un trio pour piano et cordes, un quatuor à cordes, une symphonie et un divertissement sur des airs de ballet d’Auber, écrit pour le centenaire d’Auber en 1882, outre des fantaisies d’opéra, des mélodies caractéristiques, etc.

## Publications
- 2 Mélodies pour violoncelle avec accompagnement de piano extraite de son Op. 8, 1865.
- 6 Fantaisies faciles pour le violon avec accompagnement de piano [IV]. Op. 22, no 2…, 1873.
- 6 Fantaisies faciles pour le violon avec accompagnement de piano. [VI], Op. 23, 1873.
- 6 Fantaisies faciles pour le violon avec accompagnement de piano. Op. 21, no 1-2.22, no 1-2.23, no 1-2, 1870.
- 6 Fantaisies faciles pour le violon… avec accompagnement de piano [V] Op. 23, 1873.
- 24 études mélodiques pour violon avec accompagnement d’un second violon, op. 12, 1861.
- Leçons avec changement de clefs, 1843.
- Solfèges d’Italie avec la basse chiffrée, composés par Leo, Durante, Scarlatti, Hasse, Porpora, Mazzoni, Caffaro, David Perez &c, 1779 d’Antonio Mazzoni et al. avec Ernest Altès
- 2e Trio pour piano, violon et violoncelle. Op. 37, 1800.
- Adagio [fa]… Final [ut mn.]
- Adagio religioso pour violon et orgue extrait de la Sonate, op. 31, 1889.
- Anna Bolena, opéra de Donizetti. Fantaisie facile pour violon avec accompagnement de piano… Op. 22 no 1, 1870.
- Betly, opéra de Donizetti. Fantaisie facile pour violon avec accompagnement de piano, op. 22 no 2, 1873.
- Élégie et montagnarde. 2 mélodies pour alto-viola [ou violoncelle] avec accompagnement de piano… Op. 9, 1866.
- Fantaisie facile pour violon, 1900.
- Fantaisie sur l’Africaine, opéra de Meyerbeer, pour piano et violon… Op. 17, 1866.
- Freyschütz (opéra de Weber). Fantaisie pour piano et violon… Op. 20, 1869.
- La Bohémienne, opéra de M. W. Balte. Fantaisie composée pour piano et violon… Op. 24, 1874.
- La Flûte enchantée, opéra de Mozart. Fantaisie facile pour violon avec accompagnement de piano… Op. 21 no 1, 1870.
- Lara, opéra-comique… de A. Maillard. Duo de concert pour piano et violon… d’après Henry Altès, 1869.
- Le Crociato [sic], opéra de Meyerbeer. Fantaisie facile pour violon avec accompagnement de piano… Op. 23. no 2, 1873.
- Le Saphir, opéra comique… de Félicien David. Fantaisie facile pour piano et violon… Op. 19, 1869.
- Les Puritains, opéra de Bellini. Fantaisie facile pour violon avec accompagnement de piano… Op. 21. no 2, 1870.
- Lucie de Lammermoor [de Donizetti]. Fantaisie pour piano et violon… Op. 15, 1865.
- Quatuor en ré mineur pour deux violons, alto et violoncelle, op. 27, 1879.
- Sémiramis, opéra de Rossini. Fantaisie facile pour violon avec accompagnement de piano… Op. 23. no 1, 1873.
- Six Mélodies caractéristiques pour le violon avec accompagnement de piano, composées des Œuvres 8. 9. 10, 1861.
- Sonate en fa mineur, pour piano et violon, op. 31, 1887.
- Trio en ut mineur pour piano violon & violoncelle, 1882.
- Trio pour piano violon et violoncelle. Transcription de ma symphonie, 1888.
- Tris (en ut mineur) pour piano, violon et violoncelle, op. 29, 1886.